# Ханекео
Ханекео (Janequeo) или Янекен (Yanequén; умерла ок. 1599) — лонко (вождь) народа мапуче-пеуэнче на территории современного Чили, героиня Арауканской войны. Она была женой лонко Уэпотаэна, вождя общины Льифен, убитого конкистадорами после пыток по приказу губернатора Алонсо де Сотомайора. Она стала преемницей погибшего мужа и отличилась как воительница, руководя борьбой против испанских завоевателей. Во главе отрядов своих воинов она лично сразила множество вражеских солдат в различных сражениях. В конце концов она пронзила копьём голову испанского командира Аранды.

## Биография
Её военная подготовка и лидерские качества снискали Ханекео поддержку своего народа. При поддержке своего брата Уэчунтурео она была назначена командующей войсками в регионе. Под её руководство встали тысячи коренных жителей. Она атаковала крепость Пучунки в Науэльбуте и по итогу нескольких сражений в течение 1587 года при поддержке другой группы мапуче — пуэльче — разгромила вторгшиеся испанские войска.
Устав от войны, она отступила на юг в свои земли близ Вильяррики, где её следы теряются. Предание гласит, что она умерла от тифа.
Иезуитский историк Диего де Росалес говорит, что её имя было Анукеупу, состоящее из слов на языке мапудунгун anün (сидеть, занимать позицию или пускать корни) и kewpü (черный камень, кремень или очень твердый).

## Память
Такие деятели, как чилийский политик и либеральный философ Хуан Эганья, считали Ханекео «самым выдающимся военным лидером в истории своего региона». Автор, библиограф и депутат Рамон Брисеньо Кальдерон назвал её «Жанной д’Арк из Араукании». Впрочем, по мнению историка Диего Барроса Араны, Ханекео является вымышленным персонажем, придуманным Фернандо Альваресом де Толедо в «Араукане».
В её честь названы вид игуаноподобных ящериц Liolaemus janequeoae, несколько географических объектов вроде скалы Роке Ханекео в регионе Атакама и ряд кораблей чилийского флота, в том числе торпедный катер «Janequeo», затонувший во время блокады Кальяо, и катер береговой охраны «Janequeo» (ATF-65). Кроме того, её имя получил астероид 2028 Ханекео, открытый в 1968 году чилийскими астрономами Карлосом Торресом и С. Кофре на Астрономической станции Серро-Эль-Робле Национальной Чилийской астрономической обсерватории.
В 2019 году на Comic Con Chile был представлен комикс, отдающий дань уважения персонажу Ханекео, рассказывая ее историю в супергеройском формате, в стиле Marvel или DC. Этот комикс был частью серии комиксов под названием «Стражи Юга» (Los guardianes del sur), в которых рассказывались истории великих воителей мапуче, таким как Гальварино, Кауполикан и Лаутаро. «Mapuverso», как называют его создатели, сценарист Себастьян Кастро и карикатурист Гидо «KID» Салинас, имел локальный успех, который привел к созданию их собственного анимационного сериала.